# ساسان توکلی فارسانی
ساسان توکلی فارسانی (متولد ۱۳۴۱، محله نظام‌آباد، تهران) عکاس، فیلم‌بردار و طراح تیتراژ سینما و تلویزیون اهل ایران است. از جمله آثار مشهور او می‌توان به تیتراژ سریال‌های خانه به دوش (۱۳۸۳)، ترش و شیرین (۱۳۸۶) و پایتخت (فصل ۱) (۱۳۹۰) اشاره کرد. او هم‌اکنون ساکن آمریکاست.

## زندگی‌نامه
فارسانی در محلهٔ نظام آباد تهران بدنیا آمد. او در ۱۰ سالگی با دوربین لوبیتل اولین تجربه‌های عکاسی را آغاز کرد و در ۱۳ سالگی نیز با دوربین‌های ۸ میلیمتری آشنا شد. او دوران دبیرستان را در مدرسهٔ ابراهیم صهبا که بعدها به اباذر تغییر نام داد، گذراند و در سال ۱۳۵۸ مدرک دیپلمش را گرفت. او علاقهٔ چندانی به تحصیل نداشت و همچنین به دلیل فضای متشنج جنگ و دوران انقلاب فرهنگی امکان ادامهٔ تحصیل را پیدا نکرد.

## فعالیت

### شروع فعالیت
او پس از گذراندن دورهٔ خدمت سربازی در بازار تهران کارگاه چاپ سیلک راه‌اندازی می‌کند و در میان اهالی بازار به ساسان چاپ‌چی معروف می‌شود. در سال ۱۳۶۶ با ورود اولین رایانه‌های پلاس ۴ به ایران، ساسان که علاقهٔ شدیدی به کشف دنیایی تازه داشت، این کامپیوتر را به چند برابر خریداری کرد که با کمک آن توانست متن را به فیلم ببرد. او در سال ۱۳۷۲ تصمیم به تأسیس یک شرکت فیلم‌سازی به نام «صحنه» می‌گیرد، که با همکاری دو نفر از دوستانش و خرید چند رایانهٔ گران‌قیمت محقق می‌شود، عمدهٔ فعالیت‌های آن‌ها در استودیو صحنه تدوین آگهی‌های بازرگانی بود. اما در سال ۱۳۷۳ در پی ساختن مستندی به نام ایران، هزینه‌های سنگین تولید این فیلم منجر به ورشکستگی او و پایان شراکت با دوستانش شد.

### نمایشگاه‌ها

#### به روایت یک شاهد عینی (اسفند ۱۳۹۱)
در اسفندماه سال ۱۳۹۱ نمایشگاهی دربارهٔ ۱۷ مرگ تأثیرگذار در تاریخ معاصر ایران با نام «به روایت یک شاهد عینی» در گالری محسن برگزار شد. این پروژه وقایعی مانند: اعدام جهانگیرخان صوراسرافیل، درگذشت محمد مصدق، تصادف فروغ فرخزاد، ترور میرزاده عشقی، صمد بهرنگی، درگذشت محمود طالقانی، علی شریعتی، غلامرضا تختی، مهدی باکری و چهره‌های دیگر را بازسازی و عکاسی کرده است.
آزاده اخلاقی، کارگردان و ایده‌پرداز و احسان رسول اف، تهیه‌کنندهٔ نمایشگاه بودند و ساسال توکلی فارسانی عکاسی و طراحی جلوه‌های بصری پروژه را بر عهده داشت. در حین اجرای نمایشگاه ساسان توکلی با نوشتن نامه‌ای به آزاده اخلاقی و احسان رسول اف، به اشاره نکردن به نقش او در انجام این پروژه و رعایت‌نشدن حقوق معنوی خود در بروشورها و کتاب‌ها، مصاحبه‌های مربوط به نمایشگاه اعتراض کرد که منجر به پوشش گستردهٔ رسانه‌ای از اعتراض او شد.

#### نمایشگاه عکس بزرگداشت کیارستمی (تابستان ۱۳۹۵)
توکلی فارسانی در طول چهار سال همکاری با عباس کیارستمی، در پروژه‌هایی مانند هفت چنار، باغ ایرانی، باغ بی‌برگی، فرش ایرانی، گاو، نامه‌نگاری ویدیویی با ویکتور اریسه حضور داشته است. او در این نمایشگاه، مجموعه‌ای از عکس‌های خود از کیارستمی را در شعبهٔ لس آنجلس گالری سیحون به نمایش گذاشت. این نمایشگاه از ۱۹ تا ۲۴ اوت (۲۹ مرداد تا سوم شهریورماه) ۱۳۹۵ با حدود ۲۰ عکس (در ابعاد ۱۰۰ در ۷۰ و ۳۰ در ۴۰ سانتی‌متر) برگزار شد، که عباس کیارستمی را در موقعیت‌های مختلف نشان می‌دهد.

## آثار

### تیتراژها

#### تلویزیون
- تهران ۱۱ (۱۳۷۵)
- بدلکاران (۱۳۷۶)
- هتل (۱۳۷۷)
- خانه به دوش (۱۳۸۳)
- من یک مستأجرم (۱۳۸۳)
- او یک فرشته بود (۱۳۸۴)
- ریحانه (۱۳۸۴)
- لبه تاریکی (۱۳۸۴)
- آخرین گناه (۱۳۸۵)
- کتابفروشی هدهد (۱۳۸۵)
- ترش و شیرین (۱۳۸۶)
- شمس‌العماره (۱۳۸۸)
- پایتخت (فصل ۱) (۱۳۹۰)
- نقطه سر خط (۱۳۹۰)[۱۲]
- تا ثریا (۱۳۹۰)[۱۳]
- گذر از رنج‌ها (۱۳۹۳)[۱۴]

#### سینما
- بدلکاران (۱۳۷۶)